# 本領寺
本領寺（ほんりょうじ）は、兵庫県姫路市五軒邸にある日蓮宗の寺院で山号は光栄山である。旧本山は京都六条の大本山本圀寺で法縁は繁珠会（達師法縁）である。

## 歴史
元和9年（1623年）、本領院日賢を開山に坂田町に創建された。寛永16年（1639年）、北条門付近（法華口）に移転後、万治3年（1660年）に現在地に移転した。周辺は寺町で妙善寺、妙国寺、法華寺、円光寺、妙立寺、大法寺などの寺院が立ち並ぶ。昭和20年（1945年）7月4日の姫路大空襲で焼失した。

## 境内
- 本堂

## 歴代
- 本領院日賢（開山）

## 関連資料
- 『『生野道』をたずねて』姫路市教育委員会文化財課（2017年）